# サント・タウマタ
サント・タウマタ（Santo Taumata、2003年2月5日 - ）は、ニュージーランドの女子ラグビー選手。

## プロフィール
- ニュージーランド出身[1]。
- ポジションはプロップ(PR)。
- 身長 178cm、体重 110kg
- 女子ニュージーランド代表キャップは1（2022年11月現在）。

## 略歴
2022年、ラグビーワールドカップ2021の女子ニュージーランド代表に選ばれて、ブラックファーンズ2大会連続優勝に貢献。